# Hans-Lothar Domröse

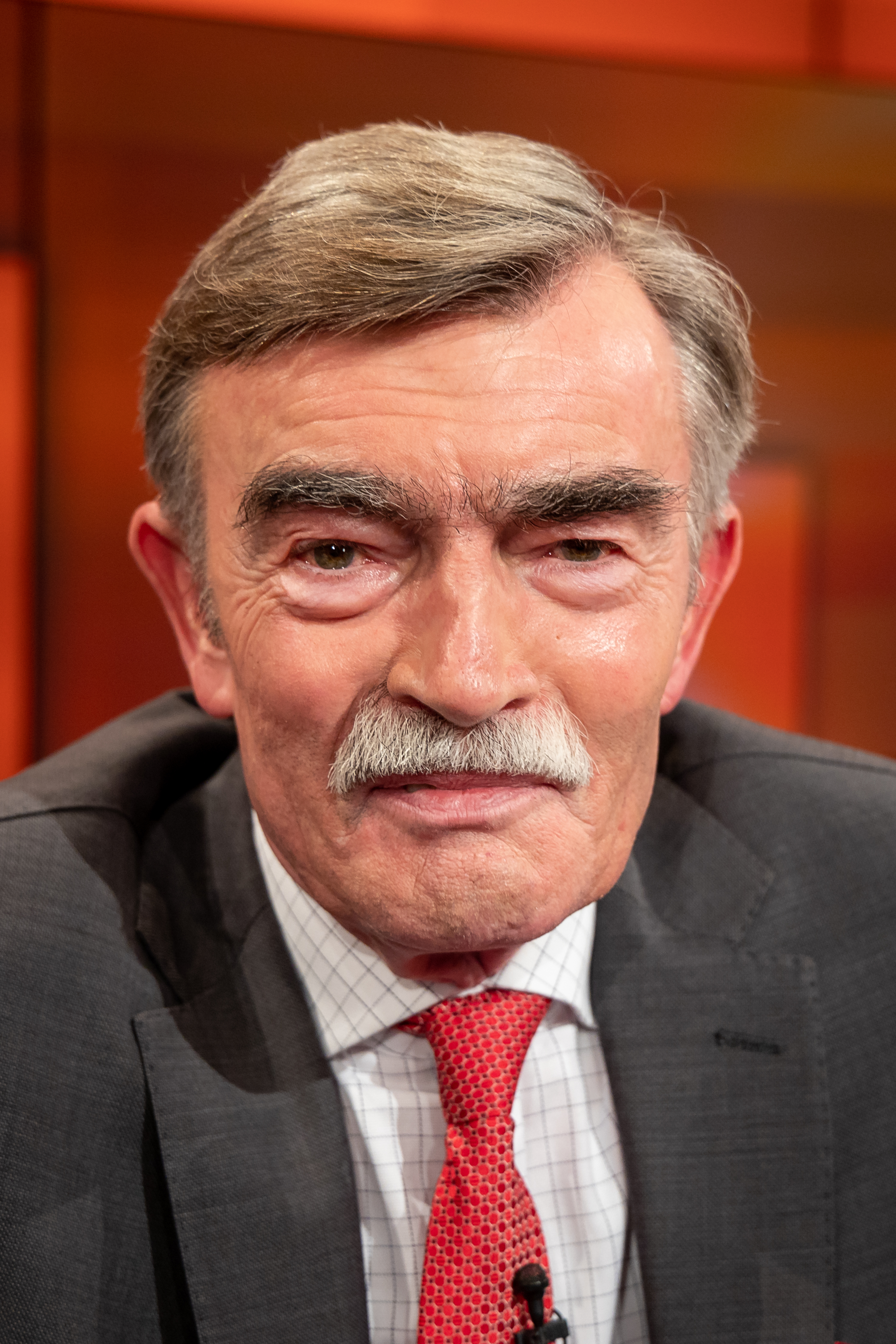
Hans-Lothar Domröse (2023)

Hans-Lothar Domröse (* 28. Dezember 1952 in Hannover) ist ein ehemaliger General des Heeres der Bundeswehr. In seiner letzten Verwendung war er vom 14. Dezember 2012 bis 4. März 2016 Oberbefehlshaber des Allied Joint Force Command Brunssum.

## Militärische Laufbahn
Beförderungen
- 1975 Leutnant
- 1977 Oberleutnant
- 1980 Hauptmann
- 1987 Major
- 1990 Oberstleutnant
- 1995 Oberst
- 2003 Brigadegeneral
- 2006 Generalmajor
- 2009 Generalleutnant
- 2012 General

### Ausbildung und erste Verwendungen
Domröse wurde 1952 als Sohn des späteren Generalleutnants der Bundeswehr Lothar Domröse geboren. Nach dem Abitur am Wilhelm-Gymnasium (Braunschweig) trat Domröse 1973 als Offizieranwärter beim Panzergrenadierbataillon 23 in Braunschweig in den Dienst der Bundeswehr. Zum 1. April 1975 wurde er zum Leutnant ernannt. Nach dem Studium der Wirtschaftswissenschaften an der Hochschule der Bundeswehr Hamburg, welches er 1977 als Diplom-Kaufmann abschloss, wurde er nach Lüneburg versetzt und diente dort als Zugführer und Nachrichtenoffizier (S2) im Panzergrenadierbataillon 82. In dieser Verwendung wurde er am 20. Oktober 1977 zum Oberleutnant befördert. 1980 übernahm er, am 1. Oktober desselben Jahres zum Hauptmann ernannt, als Kompaniechef die 2. Kompanie des Bataillons und führte diese vier Jahre lang.

### Dienst als Stabsoffizier
Von 1984 bis 1986 absolvierte Domröse den 27. Generalstabslehrgang Heer an der Führungsakademie der Bundeswehr in Hamburg, wo er zum Offizier im Generalstabsdienst ausgebildet wurde. Nach dem Lehrgang übernahm er in Oldenburg von 1986 bis 1988 im Stab der 11. Panzergrenadierdivision den Posten des Nachrichtenoffiziers (G2) und wurde währenddessen am 1. Oktober 1987 zum Major ernannt. Domröse blieb am Standort und übernahm von 1988 bis 1989 bei der ebenfalls dort stationierten Panzergrenadierbrigade 31 den Posten des Operationsoffiziers (G3).
Im Anschluss daran wurde Domröse nach Bonn versetzt, wo er von 1989 bis 1991 als persönlicher Referent (Gruppe 23) des Abteilungsleiters 2 (Außen-, Sicherheits- und Entwicklungspolitik) im Bundeskanzleramt diente. In dieser Funktion wurde er zum 15. Oktober 1990 zum Oberstleutnant befördert.
1991 wechselte er wieder in ein Truppenkommando und übernahm bis 1993 das Panzergrenadierbataillon 313, das er in die Fusion mit dem Fallschirmjägerbataillon 271 zum Fallschirmjägerbataillon 313 in Varel führte.
Von 1993 bis 1995 diente Domröse im Bonner Bundesministerium der Verteidigung (BMVg) wieder in einer Stabsverwendung als Referent im Planungsstab des BMVg. Am 1. Oktober 1995 zum Oberst befördert, schloss sich von 1995 bis 1998 eine Auslandsverwendung als Dezernatsleiter im NATO-Hauptquartier SHAPE in Mons in Belgien an.
Zurück in Deutschland, übernahm Domröse von 1998 bis 2000 den Posten des Chefs des Stabes der 13. Panzergrenadierdivision/Wehrbereichskommando VII in Leipzig unter dem Kommando von Generalmajor Werner Widder. Während dieser Zeit absolvierte er einen Auslandseinsatz der Bundeswehr im Rahmen des 3. deutschen KFOR-Kontingents in Prizren im Kosovo, wo er Chef des Stabes der Multinational Brigade South war.

### Dienst im Generalsrang

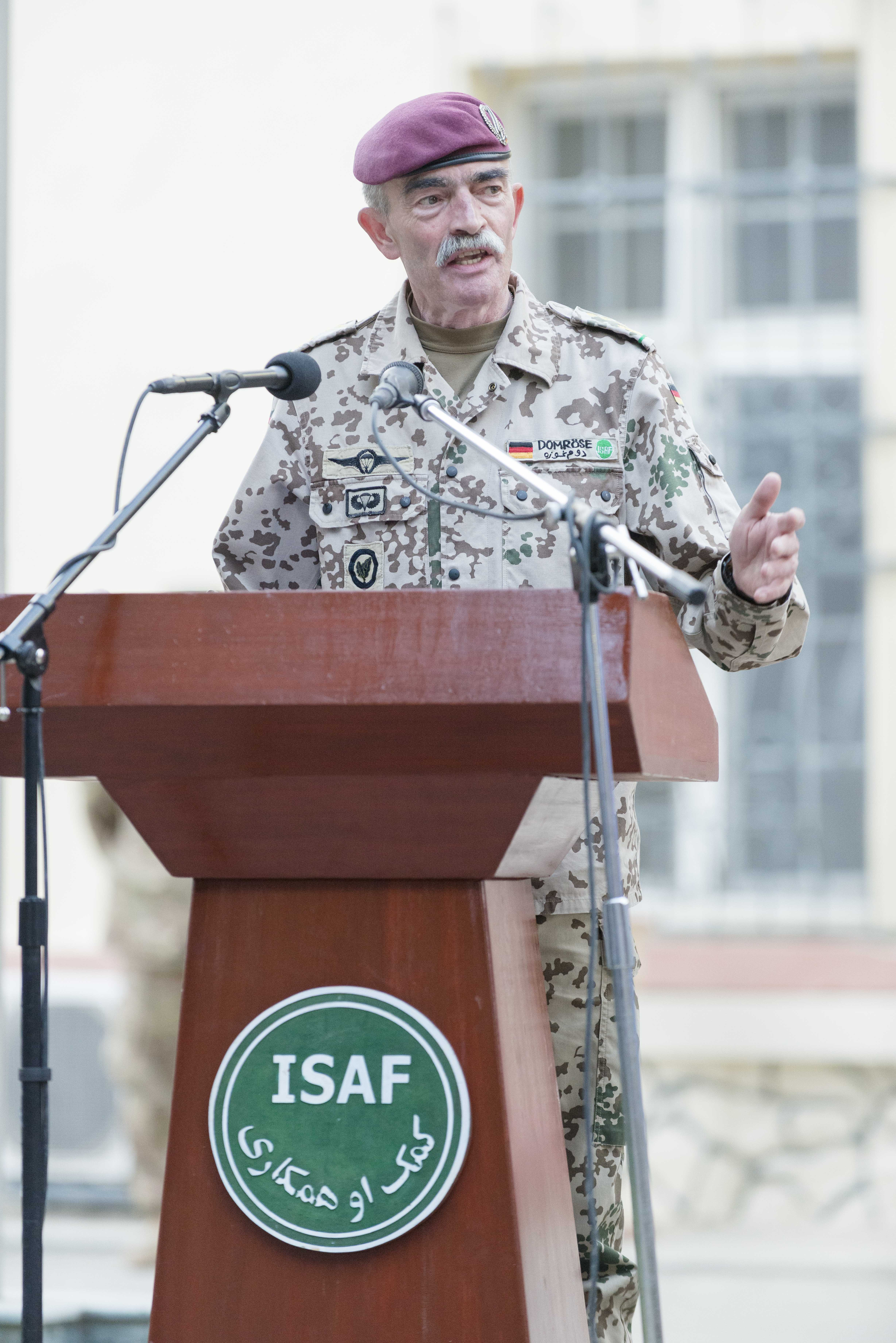
General Hans-Lothar Domröse als Commander of Allied Joint Force Command Brunssum im ISAF-Headquarters in Kabul, August 2014

Von 2000 bis 2004 war Domröse Brigadekommandeur der Panzergrenadierbrigade 41 in Torgelow. Dabei koordinierte er einen Katastrophenschutz-Einsatz während des Elbhochwassers 2002. Während dieser Zeit wurde er am 1. April 2003 zum Brigadegeneral ernannt und war zudem zusätzlich von Januar bis April 2003, in der Zeit des Irakkrieges, Chef der Verbindungsstelle zum United States Central Command in Tampa, Florida. Danach wurde Domröse abermals ins BMVg versetzt und diente dort von 2004 bis 2006 als Stellvertreter des Chefs des Stabes Konteradmiral Wolfram Kühn, mit dem er den Generalstabslehrgang absolviert hatte, im Führungsstab der Streitkräfte im BMVg in Bonn.
Vom 9. März 2006 bis zum 10. Januar 2008 kommandierte Domröse, am 1. April 2006 zum Generalmajor befördert, als Dritter die Division Spezielle Operationen in Regensburg. Dieses Kommando gab er an Hans-Werner Fritz ab und übernahm im Januar 2008 von Bruno Kasdorf den Dienstposten des Chefs des Stabes der ISAF in Afghanistan unter dem Kommando des US-Generals David D. McKiernan. Dieses Kommando gab er turnusmäßig nach einem Jahr, im Januar 2009, an den italienischen Generalmajor Marco Bertolini ab. Im Anschluss wurde er zum Heeresführungskommando nach Koblenz versetzt, um vom Januar bis September 2009 auf die Übernahme des Kommandos über das Eurokorps vorbereitet zu werden.
Am 6. September 2009 wurde Domröse zum Generalleutnant befördert und übernahm am 25. September 2009 den Dienstposten als Kommandierender General des Eurokorps in Straßburg, zum 1. Juli 2011 wurde er erneut zum Heeresführungskommando versetzt zur Vorbereitung auf seine folgende Verwendung. Vom 17. Oktober 2011 bis zum 6. Dezember 2012 war Domröse, als Nachfolger von Generalleutnant Roland Kather, Deutscher Militärischer Vertreter (DMV) im NATO-Militärausschuss und im Militärausschuss der Europäischen Union (EUMC) in Brüssel. Im Dezember 2012 wurde er zum General befördert und übernahm den Oberbefehl über das Allied Joint Force Command Brunssum. Am 4. März 2016 gab er das Kommando ab und wurde am 16. März 2016 mit einem Großen Zapfenstreich in den Ruhestand versetzt.

### Äußerungen zur Krim-Annexion, Afghanistaneinsatz und dem russischen Überfall auf die Ukraine
Als NATO-Kommandeur nahm Domröse Journalisten nach Afghanistan mit und erklärte ihnen dort, dass der dortige Einsatz keine Stabilisierungsmission, sondern ein Krieg sei – im Widerspruch zur politischen Linie. 2015, ein Jahr nach der Annexion der Krim 2014 durch Russland, meinte Domröse, Wladimir Putin verstehe nur die Sprache der Stärke. Nach dem russischen Überfall auf die Ukraine 2022 sagte Domröse: „Zerstören, das können die Russen. Geradeaus fahren, Walze, Walze, Walze, reinschlagen, und dann haben wir Tschetschenien und Aleppo.“

## Auszeichnungen
- Ehrenkreuz der Bundeswehr in Bronze (1988)
- Ehrenkreuz der Bundeswehr in Gold (1993)
- Einsatzmedaille der Bundeswehr SFOR (1998)
- Einsatzmedaille der Bundeswehr KFOR (2000)
- Einsatzmedaille Bundeswehr ISAF in Silber (2009) und Bronze
- Einsatzmedaille Fluthilfe 2002
- NATO-Medaille „Former of Yugoslavia“ für SFOR (1998)
- NATO-Medaille „Kosovo“ für KFOR (2000)
- NATO-Medaille ISAF (2009)
- NATO-Medaille „Meritorious Service“
- Kommandeur der französischen Ehrenlegion (2010)
- Verdienstmedaille der französischen Armee
- Verdienstmedaille des rumänischen Generalstabes (2008)
- Offizier des Ordens für Verdienste um Litauen (2016)
- Medaille der polnischen Streitkräfte in Gold und Silber
- Komturkreuz des Ordens der Eichenkrone des Großherzogtums Luxemburg

## Privates
Domröse ist seit 1980 verheiratet und hat zwei erwachsene Söhne.